# Andrej Čebašek (duhovnik)
Andrej Čebašek, slovenski rimskokatoliški duhovnik in teolog, * 14. november 1820, Smlednik, † 27. januar 1899, Ljubljana.

## Življenje in delo
Rodil se je v kmečki družini očetu Janezu in materi Heleni (rojena Burgar). Po končani gimnaziji in bogoslovju v Ljubljani (1844) je bil posvečen v duhovnika. Nato je bil eno leto adjunkt v semenišču, 1845 do 1847 gojenec Avguštineja na Dunaju, 4. nov. 1847 pa promoviran za dr. teologije, nato kaplan v Stari Loki in Mengšu. Jeseni 1852 je bil imenovan za prof. dogmatike in metafizike na ljubljanskem bogoslovnem učilišču, od 1859 je predaval tudi osnovno bogoslovje; poučeval je do 1885. Leta 1872 je postal častni kanonik in semeniški vodja. Kot vodja je podpiral vsako delo gojencev za stanovsko izobrazbo in narodno prosveto, zlasti naglašal potrebo za ustanovitev društva, ki bi gojilo bogoslovno vedo in izdajalo slovenske bogoslovne knjige. Leta 1880 je bil imenovan za stolnega kanonika in se ločil od semeniščnega vodstva, 1886 je dobil naslov papeževega domačega prelata in kmalu nato apostolskega protonotarja, 1896 pa je postal stolni dekan.
Čebašek se je udejstvoval kot teolog, cerkveni govornik in pospeševavec katoliškega-narodnega gibanja. Sodeloval je pri Wolfovi izdaji sv. pisma (1856-1863) (glej Wolfova Biblija). V spomenici Zlati vek je v obširni razpravi obdelal verske razločke med pravoslavno in rimskokatoliško cerkvijo (Lj., 1863).  Po nemškem izvirniku V. Cramerja je priredil knjižico Sveta vojska v svetem letu za vesoljni cerkveni zbor (Lj., 1869) in na pobudo Katoliške družbe na Kranjskem sestavil spominski spis Zlatomašnik sv. oče Pij IX. (Lj., 1869). Po definiciji papeške nezmotljivosti je napisal dobro poljudno razpravo Papeževa nezmotljivost kratko pojasnjena (Lj., 1870).
Čebašek je bil spoštovan govornik. Okoli 30 njegovih govorov je objavil Cerkveni govornik (Lj. 1855/56), ki ga je Čebašek izdajal z Jeranom, Stritarjem in Andrejem Zamejicem. Leta 1868 je bil med ustanovitelji Katoliške družbe na Kranjskem (ustanovni občni zbor 3. marca 1869). Leta 1870 je izrazil misel, naj bi se družba spremenila v politično katoliško društvo, kar je splošneje obrazložil v članku Rojaki, snujte si katoliška politična društva!  Čebašek je bil tudi predsednik Duhovniškega podpornnega društva, napravil je dijaško ustanovo, bil podpornik deškega sirotišča v Marijanišču; za glavnega dediča je postavil Vincencijevo zvezo dobrote.